# Ede Zsedényi
Ede Zsedényi (Pfannschmidt Ede) né le 21 mars 1804 à Levoča et mort le 20 février 1879 à Budapest, est un homme politique, envoyé parlementaire, puis représentant et surveillant luthérien.

## Biographie
Après avoir terminé ses études, Ede entame dans une carrière politique. Il renomme son nom Pfannschmidtről Zsedényire en 1824. À partir de 1833, il est ambassadeur progouvernemental du comitat de Spiš et chef du Parlement de 1839 à 1840. Pendant la Révolution et la guerre d'indépendance de 1848-1849, il prend une position anti-conservatrice et reste à la cour, escortant le roi Ferdinand V. à Innsbruck en tant que conseiller ministériel en 1848.